# Chiesa di Santa Giustina (San Fior di Sotto)
La chiesa di Santa Giustina è la parrocchiale di San Fior di Sotto, frazione di San Fior, in provincia di Treviso e diocesi di Vittorio Veneto; fa parte della forania Pontebbana.

## Storia
La primitiva chiesa di San Fior di Sotto, originariamente filiale della pieve di San Fior, fu edificata nel 1531. Nel 1552 divenne parrocchiale e nel 1683 fu riconsacrata.
L'attuale parrocchiale venne edificata nel 1921 su progetto di Domenico Rupolo e fu consacrata il 10 maggio di quello stesso anno dal vescovo Eugenio Beccegato.
Nel 1946 fu installato nella chiesa l'organo Callido-Pugina, precedentemente collocato nella cattedrale di Ceneda.

## Descrizione
Si presenta povera di decori, se si eccettuano il rosone e i tre pinnacoli della facciata a capanna. Una semplice cella campanaria eretta nel 1940 fa da campanile. All'interno l'altare maggiore marmoreo (1921) è ornato da una pala del 1531 del coneglianese Becaruzzi, mentre sul lato sinistro della navata si trova il pregevole altare ligneo seicentesco, oggi dedicato a Sant'Antonio di Padova, opera dei fratelli Giambattista e Andrea Ghirlanduzzi, intagliatori di Ceneda. 
Il presbiterio custodisce due tele attribuite ad Agostino Ridolfi, risalenti alla fine del Seicento. Vi sono poi altre quattro tele, restaurate nel 2001: la Santa Lucia e la Santa Apollonia sono attribuite a Gaspare Fiorentini, la Madonna con bambino tra i santi Anna, Lucia, Giuseppe e Antonio è attribuita al Ridolfi, la Madonna del Rosario coi santi Domenico e Caterina da Siena è attribuita al Moretto.
Nel 2000 è stato inserito nella chiesa un nuovo altare, scolpito da Michele Visentin, originario proprio di San Fior di Sotto.